# أرجمون أهلب
أرجمون أهلب أو خشخاش شائك أهلب (الاسم العلمي:Argemone hispida) هو نوع من النباتات يتبع جنس الأرجمون من الفصيلة الخشخاشية.